# Wolfgang-Koeppen-Preis
Der Wolfgang-Koeppen-Preis der Hansestadt Greifswald ist ein nach dem in Greifswald geborenen Schriftsteller Wolfgang Koeppen benannter Literaturpreis. Der mit 5000 Euro dotierte Preis (Stand 2022) wird seit 1998 alle zwei Jahre verliehen. Der jeweilige Preisträger schlägt seinen Nachfolger vor; nur der erste Preisträger wurde von einer Jury ausgewählt.

## Preisträger
- 1998: Richard Anders
- 2000: Thomas Lehr
- 2002: Susanne Riedel
- 2004: Ludwig Fels
- 2006: Bartholomäus Grill
- 2008: Sibylle Berg
- 2010: Joachim Lottmann
- 2012: Anna Katharina Hahn
- 2014: Karl-Heinz Ott
- 2016: Thomas Hettche
- 2018: Christoph Peters
- 2020: Marcus Braun
- 2022: Christian Kracht
- 2024: Madame Nielsen